# Vakhushti Bagration
Vakhushti Bagration (in georgiano ვახუშტი?) (Tbilisi, 1696 – Mosca, 1757) è stato un geografo, storico e cartografo georgiano, nonché principe reale (batonishvili) di Cartalia e membro della dinastia Bagrationi.

## Biografia
Era figlio illegittimo del re Vakhtang VI di Cartalia. Le sue principali opere storiche e geografiche sono la Descrizione del Regno di Georgia e l'Atlante geografico, che nel 2013 sono state inserite nel programma UNESCO Memoria del mondo.